# Svetojurski Vrh
Svetojurski Vrh is een plaats in de gemeente Pregrada in de Kroatische provincie Krapina-Zagorje. De plaats telt 214 inwoners (2001).